# Okihide Hikosaka

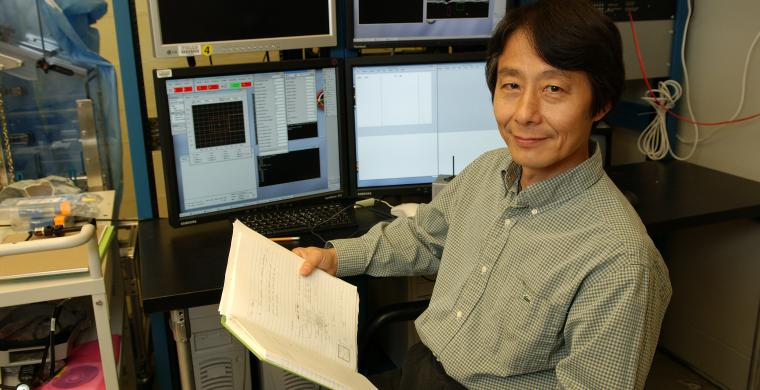
Okihide Hikosaka (2019)

Okihide Hikosaka (彦坂, 興秀; * 1948) ist ein japanischer Neurowissenschaftler am National Eye Institute, einer Einrichtung der National Institutes of Health in Bethesda, Maryland. Er ist vor allem für seine Arbeiten zur Bedeutung der Basalganglien für das Verhalten, für bewusste Entscheidungen und automatisierte Handlungen bekannt.
Hikosaka erwarb 1973 einen M.D. an der Universität Tokio und mit einer Arbeit über das vestibulo-okuläre Hirnstammsystem 1978 bei Hiroshi Shimazu einen Ph.D. ebendort. Ab 1978 war Hikosaka Dozent an der Universität Toho im Tokioter Bezirk Ōta, ab 1979 Assistenzprofessor. Gleichzeitig arbeitete er als Postdoktorand von 1979 bis 1982 bei Robert H. Wurtz am National Eye Institute. 1983 wurde Hikosaka Associate Professor an der Universität Toho. 1988 wechselte er als Professor an das Nationale Japanische Institut für Physiologie (生理学研究所, Seirigaku kenkyuujo) in Okazaki, bevor er 1993 an die Universität Juntendo wieder nach Tokio wechselte. Seit 2002 ist Hikosaka Forschungsgruppenleiter für Sensomotorik, wieder am National Eye Institute in Bethesda, Maryland.
Hikosaka befasst sich mit der Kontrolle von Augenbewegungen, mit der Funktion von Basalganglien und dopaminergen Nervenzellen sowie mit den neuronalen Mechanismen von Motivation, Belohnung, prozeduralem Lernen und visuell-räumlicher Aufmerksamkeit. Seine Forschungen haben besondere Bedeutung für das Verständnis von Erkrankungen wie Depression, Morbus Parkinson, Abhängigkeit oder Schizophrenie, die durch Störungen von (Bewegungs-)Motivation und belohnungsabhängigen Entscheidungen geprägt sind.
Seit 2024 zählt der Medienkonzern Clarivate ihn aufgrund der Zahl der Zitationen zu den Favoriten auf einen Nobelpreis (Clarivate Citation Laureates).
2011 wurde Hikosaka in die American Academy of Arts and Sciences gewählt. Er erhielt 2015 den Golden Brain Award der Minerva Foundation und 2018 den Gruber-Preis für Neurowissenschaften der Peter and Patricia Gruber Foundation.
Okihide Hikosaka lebt in Bethesda, Maryland. Er ist verheiratet und hat zwei Kinder.